# مکتب نقاشی قاجار

شاهزاده‌قاجاری. نمونه‌ای از نقاشی اوایل دوران قاجار.

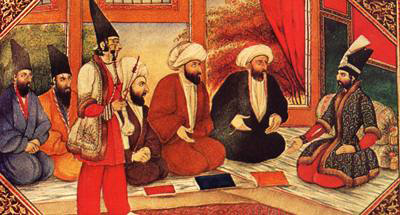
روحانیون در پیشگاه شاه. نمونه‌ای از نقاشی دوره قاجار.

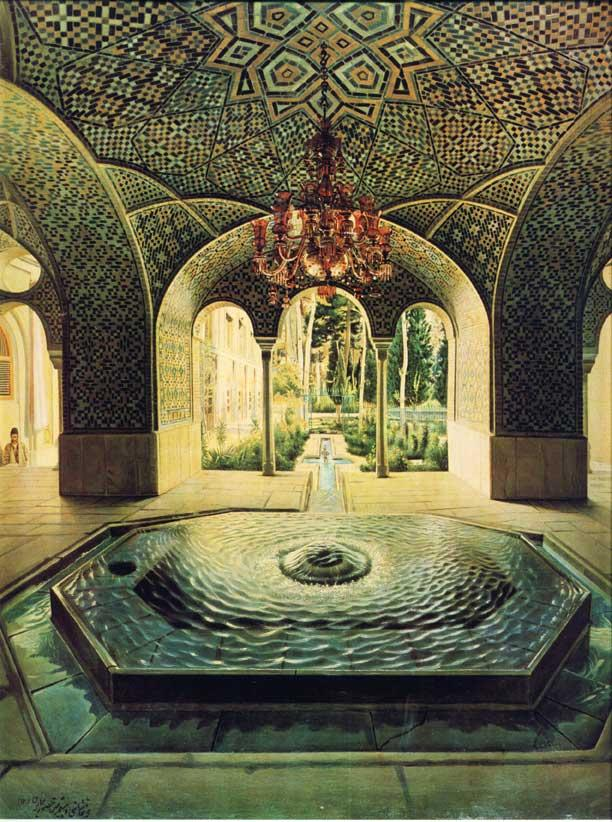
حوضخانهٔ عمارت گلستان، اثر استاد[کمال‌الملک]. رنگ و روغن. سال ۱۳۰۷ ه‍. ق- موزهٔ کاخ گلستان تهران.

مکتب نقاشی قاجار به آثار نقاشی‌ای گفته می‌شود که در دورهٔ زند شروع شد و تا دورهٔ قاجار و کمی پس از آن امتداد یافت. این شیوه به عنوان سبکی منسجم و مکتبی متشکل در نقاشی ایران از جایگاه ویژه‌ای برخوردار است که همهٔ ویژگی‌های موضوعی و کاربردی یک مکتب نقاشی را دارد. این شیوه بیشتر از تلفیق ویژگی‌های هنر نقاشی سنتی ایرانی با عناصر و شیوه‌هایی از نقاشی اروپایی شکل گرفت. هر چند آثاری نزدیک به این شیوه از دورهٔ صفوی در ایران تا حدی مرسوم بود و «فرنگی‌سازی» نامیده می‌شد، اما ابتدا در دورهٔ زند و در ادامهٔ آن در دورهٔ قاجار شکل مشخص خود را یافت. پرورش هنر نقاشی بیشتر وابسته به دربار بود و شاهان و شاهزادگان مهم‌ترین سفارش‌دهندگان آثار هنری و تنها حامیان هنر بوده‌اند. در روزگار فتحعلی شاه، سبک «دیوارنگاری» شروع شد. دیوارنگاره‌هایی زیبا از آقا محمدخان و فتحعلی شاه در کرج، در کاخ سلیمانیه در نزدیکی پردیس کشاورزی و منابع طبیعی دانشگاه تهران به خوبی یادآور نقاشی دورهٔ قاجار است.

## پیشینه

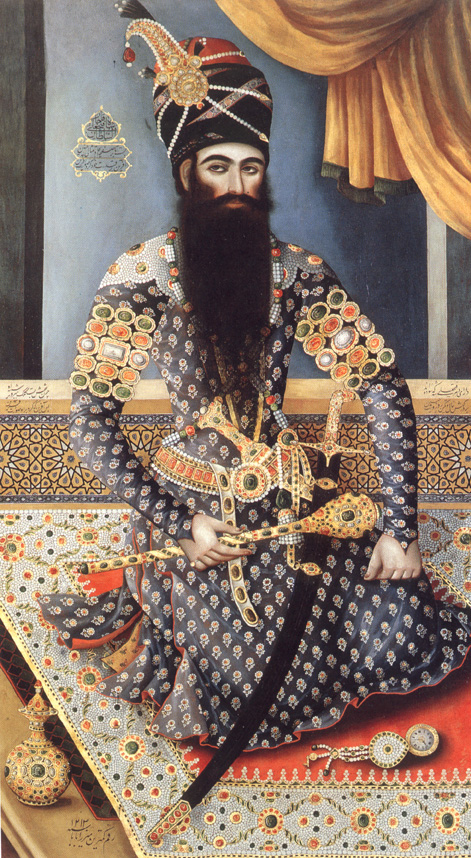
فتحعلی‌شاه قاجار اثر میرزا بابا

### شروع
آغاز شیوه نقاشی دوران قاجار را باید در دوران افشار و زند جستجو کرد. اما به سبب کوتاه بودن این دو دوره و نا‌آرامی‌های مختلف سیاسی و اجتماعی، آثار چندانی از دوران افشار و زند بر جای نمانده‌است. از کتب تصویر شده این دوران می‌توان به تاریخ جهانگشای نادری اشاره کرد. از استادان دوره افشار می‌توان به محمد علی بیگ، ابدال بیگ، داوود نقاش، محمدرضا هندی و هادی نقاش اشاره کرد.

### ارتباط با اروپا
نقاشی دوران زند که خود ادامه‌دهندهٔ سنت فرنگی‌سازی صفوی بود، با مختصر تغییری به دورهٔ قاجار انتقال یافت. می‌توان گفت که مکتب موسوم به «قاجاری» در واقع از دورهٔ کریم خان زند آغاز شد. در زمان فتحعلی‌شاه شرایط برای تجدید حیات هنر درباری مناسب بود. شاه قاجار شماری از برجسته‌ترین هنرمندان را در پایتخت، تهران، گرد آورد و آن‌ها را به کار نقاشی پرده‌های بزرگ‌اندازه برای نصب در کاخ‌های نوساخته گماشت. ایل قاجار در اوایل سدهٔ سیزدهم بر ویرانه‌های قلمرو کریم خان زند به قدرت رسید. نخستین سال‌های فرمانروایی فتحعلی‌شاه هم‌زمان با جنگ‌های ناپلئون در اروپا بود و کشمکشی سیاسی میان بریتانیا و فرانسه در دربار ایران جریان داشت. فتحعلی‌شاه نیز در ضمن برقراری رابطهٔ سیاسی، درگیر جنگ با روس‌ها شد. هیچ‌گاه پیش از این چنین، تماس نزدیک و پیوسته‌ای میان ایران و قدرت‌های اروپایی برقرار نشده بود. دیپلمات‌ها و مأموران اروپایی در تهران استقرار یافتند و مسافران فرنگی، دسته‌دسته، سراسر قلمرو شاه را زیر پا گذاشتند. بیشتر اطلاعات دست اول ما دربارهٔ نقاشی این دوره بر پایهٔ گزارش‌های این گردشگران استوار است.

### تقسیم‌بندی
نقاشی دوره قاجار که از اول قرن نوزدهم میلادی شروع می‌شود و تا اوائل قرن بیستم ادامه می‌یابد را می‌توان به دو دوره کلی تقسیم کرد: از آغاز تا اواخر سلطنت ناصرالدین شاه که نقاشان در این دوره مواردی از نقاشی خارجی را که به مذاقشان خوش می‌آمد، انتخاب و آن را در سنت خود ادغام کردند که تلفیق شیوه‌های نو و کهنه منجر به شیوه نقاشی متمایزی شد که کاملاً ایرانی بود؛ و دوره دوم مقارن با سلطنت ناصرالدین شاه و پس از او که در این دوره روز به روز محدودیت هنر درباری آشکارتر و محسوس‌تر می‌شد و نقاشی رسمی و کلاسیک نیازهای فرهنگی و هنری زمان را برآورده نمی‌کرد.
نگارگری قاجاری در این دوره نقاشی روی بوم رواج یافت. نقاشی‌ها بسیار متأثر از نقاشی غربی بودند. پرتره کشیدن خاصه بسیار مورد توجه قرار گرفت. تنها از فتحعلی‌شاه تعداد بیست پرتره باقی مانده‌است.
یک شیوهٔ دیگر نقاشی هم برای تزیین قلمدان، قاب آینه، جعبه آرایش و دیگر اشیای تزئینی به کار رفت که نقاشی زیر لاکی نامیده شد. در این شیوه نقاشی را با لایه‌ای از ورنی می‌پوشانند.

نوع دیگر نقاشی این دوران گل و مرغ‌سازی است که در اواخر صفویه آغاز شد و در دورهٔ قاجار رواج یافت.

### نقاشان
از چهره‌های مهم‌تر نقاشی دوران قاجار می‌توانیم به صنیع‌الدوله (ابوالحسن خان غفاری)، کمال الملک (محمد غفاری) و محمود خان ملک الشعرا (صبا) اشاره کنیم. نگارگری هزار و یک شب، ۱۸ نگارهٔ لیلی و مجنون و نقاشی‌های روزنامه دولت علیه ایران از آثار صنیع الملک است.
در آثار کمال الملک نیز تالار آینه، فالگیر یهودی و غروب شمیران از همه مهم‌تر هستند. از آثار محمود خان ملک الاشعرا هم می‌توانیم به تابلوی استنتاخ اشاره کنیم. ابوتراب غفاری و میرزا موسی از نقاشان دیگر این دوره‌اند.

## سبک نقاشی قاجار

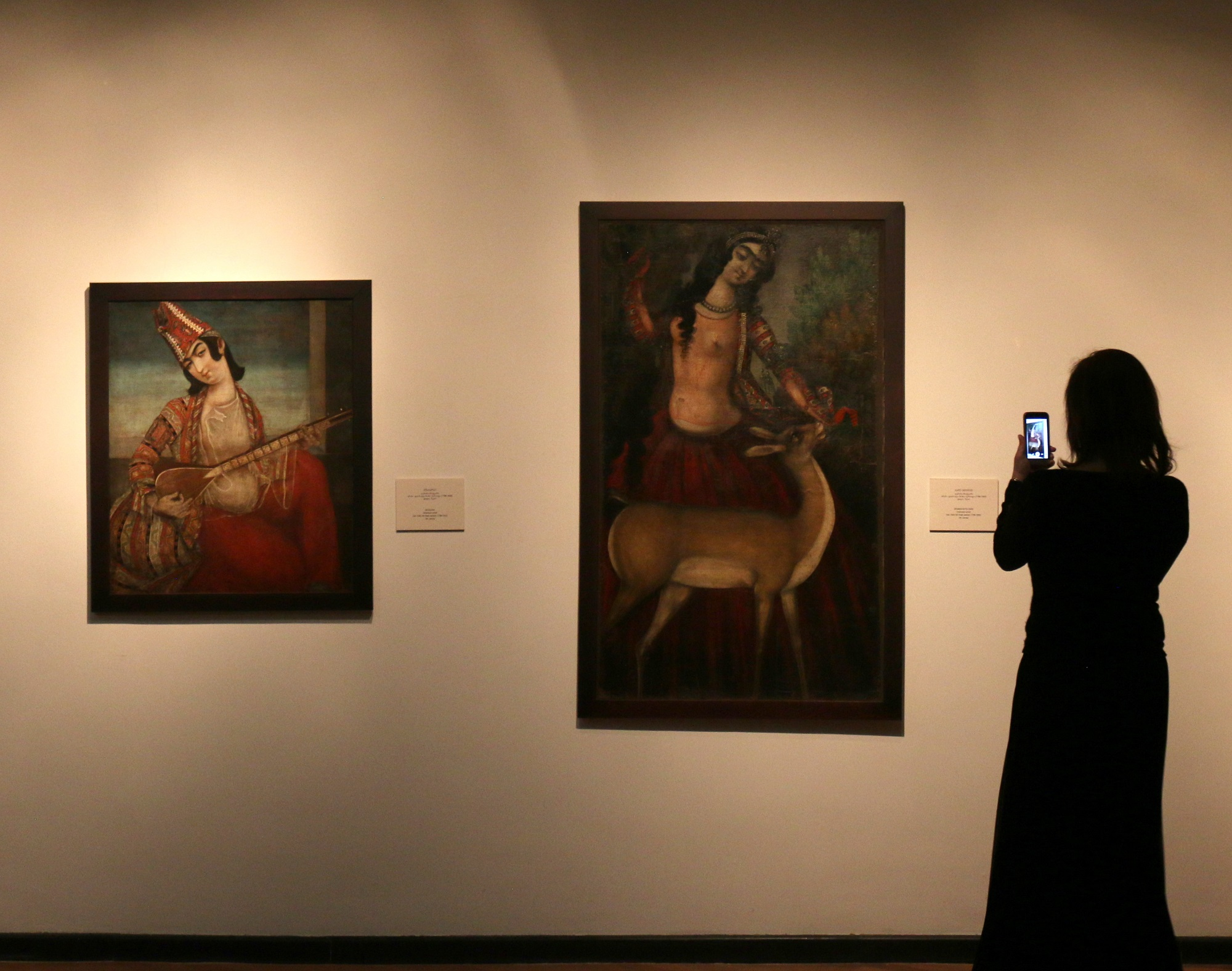
نقاشی‌های درباری قاجاری در موزه هنر گرجستان

«سبک» هر دوره به‌طور عام روشی مشترک است که بر اجرای آثار هنری آن مقطع زمانی با اصول واحد و درک مشترک زیبایی شناختی حاکم است. آثار نقاشی، و به‌طور کلی آثار هنری دورهٔ قاجار هم از این قاعده منفک نیست. از آنجا که جریان‌های هنری ایران و کشورهای شرقی را معمولاً به حکومت همان دوره نسبت می‌دهند، مجموع آثار خلق شده در دورهٔ قاجار -اعم از معماری، نقاشی، موسیقی، نگارگری، تذهیب و غیره -را به قاجار نسبت داده‌اند. آثار هنری این دوره را «سبک قاجار» نامیده‌اند. در حقیقت تکوین آثار دورهٔ قاجار بر اساس میزان درک از زیبایی در آن دوره بوده‌است. هنرمند قاجار بخشی از این زیبایی را با رویت آثار اروپاییان درک کرد، و همین امر دلیل خلق برخی آثار به شیوهٔ آنان است. این شیوه از زمان صفویه در ایران مرسوم شد و «فرنگی سازی» نام گرفت.
ترکیب بندی و آرایش آثار دوره قاجار، تاْثیرپذیری از هنر نقاشی اروپایی را آشکار می‌سازد. علم پرسپکتیو نمودی رنسانسی، به ویژه ایتالیایی، دارد؛ نقش و نگار پارچه اغلب پارچه‌ها در نقاشی‌ها از نمو نه‌های قرن هجدهم فرانسوی است؛ شیوه اجرای همانندسازی با بافت‌های طبیعی در این آثار به وفور دیده می‌شود که سعی در بازنمایی مشابه عین خارجی آن دارد. این بازنمایی در نقاشی از چهره‌نگاری به اوج ظهور می‌رسد.
همچنین آثار چاپی گوناگون نقاشان اروپایی تاْثیرات گوناگونی بر هنرمندان نقاش قاجار بر جای گذاشت و علاوه بر پیامدهای قابل توجه و حتی کژفهمی‌هایی نیز به همراه داشت.
بازنمایی عین خارجی ناسوتی موضوع، تفسیری است که در مرحلهٔ نخست در تفکر هنرمند مصداق یافته، و این برخورد تلاش می‌شود واقعیت جهان بیرون جایگزین نقاشی تجریدی در پیوند با شعر و ادبیات شود. در این تلاش، حضور جهانی بیرونی به عنوان موردی نفسانی، در آثار آشکار می‌شود. بدین ترتیب اثری مستقل از تخیل شاعر و ادبیات به ظهور می‌رسد.
هنرمند نقاش دورهٔ قاجاریه با مکاشفه‌ای هنری کل تجربیات سنتی و مدرن زمان خود را به نمایش می‌گذارد. پس از انقراض سلطنت صفویان، سبکی منسجم و مکتبی متشکل در نقاشی ایران پدید می‌آید که با توجه به ویژگی‌های موضوعی و کاربردی نقاشی‌ها، عنوان «پیکرنگاری درباری» را برای این مکتب مناسب می‌دانم. عمده مشخصات این سبک عبارتند از: ترکیب بندی متقارن و ایستا با عناصر افقی و عمودی و منحنی؛ سایه پردازی مختصر در چهره و جامه؛ تلفیق نقشمایه‌های تزیینی و تصویری، و رنگ گزینی محدود با تسلط رنگ‌های گرم به خصوص قرمز. این سبک کمابیش تا آغاز سلطنت ناصرالدین شاه باقی است. پیکرنگاری درباری نمایانگر اوج هم‌آمیزی سنتهای ایرانی و اروپایی است در یک قالب پالایش یافته و شکوهمند. به سخن دیگر، این مکتبی است که در آن روش‌های طبیعت پردازی، چکیده نگاری و آذینگری به طرز درخشان با هم سازگار شده‌اند. در این مکتب، پیکر انسان اهمیت اساسی دارد؛ ولی به رغم بهره‌گیری از اسلوب برجسته نمایی، همواره شبیه‌سازی فدای میثاق‌های زیبایی استعاری و جلال و وقار ظاهری می‌شود. غالباً، شاه، شاهزادگان، و رامشگران درباری تنها در برابر ارسی یا پنجره‌ای که پرده اش به کنار جمع شده‌است، قرارگرفته‌اند. مردان با ریش بلند و سیاه، کمر باریک، و نگاه خیره در حالی که دستی بر شال کمر و دست دیگری بر قبضهٔ خنجر دارند، نمایانده شده‌اند؛ و زنان با چهرهٔ بیضی، ابروان پیوسته، چشمان سرمه کشیده و انگشتان حنا بسته در حالتی مخمور به تصویر درآمده‌اند. همگی در جامگان زربافت و مروارید نشان، و غرق در جواهر و زینت‌ها تجسم یافته‌اند. سریر، تاج، کلاه، سلاح، قالیچه، مخده و جز اینها نیز سراسر نقشدار و فاخر هستند. به‌طور کلی، افراد بیشتر به واسطه اشیاء معرفی می‌شوند، و کوششی برای نمایش خصوصیات روانی آن‌ها مشهود نیست. اشیاء فرعی چون صراحی و جام، میوه و گلدان و غیره، فضای دو بعدی تصویر را پر می‌کنند. در برخی پرده‌ها چشم‌اندازی از طبیعت یا معماری در پس زمینه به چشم می‌خورد.
دوره دوم نقاشی قاجار که مقارن با سلطنت ناصرالدین شاه و بعد از آنست. تماس ایران با اروپا روز بروز بیشتر و گسترده‌تر شد. از طرف دیگر به علت سیاست استعماری دولت‌های غربی به‌ویژه روس و انگلیس سرنوشت ایران با سیاست کشورهای دیگر آمیخته می‌شود. مجموعه این عوامل به اضافه تحولات داخلی، دگرگونی‌های اجتماعی بزرگ و عمیقی ایجاد می‌کند که در انقلاب مشروطیت آثار آن به شکل انفجارآمیزی آشکار شد. توسعه صنعت چاپ- تأسیس دارالفنون (آموزش به شیوه تازه)، ایجاد ارتش مدرن، پیدایش روزنامه، گسترش افکار دموکراتیک، تماس با فرهنگ غرب و ترجمه ادبیات و علوم اروپائی، تحول در نثر و نظم فارسی، پیدایش عکاسی که خود بیش از نقاّشی نشانگر زندگی روزانه مردم آن زمان بود و به ویژه اثر این صنعت در هنر نقاشی، همه کمابیش مربوط به همین دوره و مقارن با سلطنت پنجاه ساله ناصرالدین شاه است.
درچنین شرایطی نقاشی رسمی و کلاسیک نیازهای فرهنگی و هنری زمان را برآورده نمی‌کرد. روز به روز محدودیت هنر درباری آشکارتر و محسوس تر می‌شد. همان‌طور که در زمینه سیاست و اجتماع روش‌های قبلی در تنگنا قرار گرفته بود، هنر هم باید راهی پیدا می‌کرد وخود را نجات می‌داد وگرنه در پستوئی که در آن گیر افتاده بود خفه می‌شد. از طرف دیگر اجتماع ایران هنوز چنان تحولی پیدا نکرده بود که هنر، مستقیماً مخاطبان و خریداران خود را پیدا کند. هنوز ساخت اجتماع ایران دست نخورده باقی‌مانده و بطور عمده هم چنان دربار و محافل اشرافی خواستار هنر و پشتیبان هنرمندان هستند. این است که در ضمن تحول، هنرِ تصویری رویهم رفته مثل گذشته وابسته به دربار باقی می‌ماند منتها کمابیش هم توجهی به زندگی اجتماعی در آن راه می‌یابد و هم جستجوی شیوه بیان رساتری آغاز می‌شود.
دوران طولانی سلطنت ناصرالدین شاه (۱۳۱۳–۱۲۶۴ هجری) نسبتاً دوران امن و آرامی بود و امکان پرداختن به امور هنری و تجمل ذوقی برای درباریان، شاهزادگان و اشراف و ثروتمندان تاحدی وجود داشت. خود شاه هم از ذوق بی‌بهره نبود. مجموعه این عوامل سبب شد که هنر و صنایع ظریف رونق پیدا کند. در این زمان صنعت چاپ که پیشتر وارد ایران شده بود، رواج می‌یافت. درباریان و اعیان و اشراف ایران به پیروی از سرمشق‌های اروپائی خود از روی خودنمائی و چشم و هم چشمی به نقاشی علاقه نشان می‌دادند، به نوعی تجمل هنری احتیاج پیدا کرده بودند که نتیجه عملی آن رونق کار تصویرگران بود. در چنین محیط فرهنگی و اجتماعی و با رقابت شاهزادگان و طبقات ممتاز شهرهایی چون تهران، اصفهان، تبریز یا شیراز در جلب هنرمندان، طبعاً گل و بوته سازی، نقش پرندگان روی قلمدان، قاب آئینه و جلد قرآن و کتاب‌های خطی رونقی بیش از گذشته گرفت.

## موضوعات نقاشی دوره قاجار
وموضوع در آثار نقاشی این دوره را می‌توان به چند گروه مجزا شامل منظره‌سازی، شمایل‌نگاری، صحنه‌های رزم و بزم، رقص و حرکات موزون، بندبازی و نوازندگی و موضوعاتی که با شعر و ادبیات فارسی و مذهب تشیع پیوند دارند و همچنین طراحی چهره و برخی از آثار نقاشی که با تأثیر از عوالم عرفانی نقش بسته‌اند، تقسیم کرد.
از موضوعات نادر در نقاشی دوره قاجار نقاشی های شامل «پیکرنگاری درباری» از زنانی که احتمالا دخترکان قصر و زنان حرم سراهای شاهان قاجار علی الخصوص فتحعلی شاه که شاهزادگان پرشمار داشته( که نوادگان و بازماندگانشان در شهرها تا همین چند سال پیش هم به شازده فتحی معروف بودند) شامل نوه‌ها، خواهرزادگان و برادرزادگان شاه در محفل بزم و طرب ، رقص و طنازی هستند . تصویر زنان بصورت نیمه برهنه در بالا تنه ( سینه های برهنه ) یا با پوششی بدن نما و تور مانند در ناحیه سینه ها هستند که از این جهت نامعمول‌ ترین نقاشی‌های ایرانی به شمار میروند چون پوشش و لباس سنتی و محلی زنان جوامع و اقوام ایرانی در آن دوران پوشیده و چند لایه و حتی در بعضی موارد شامل چارقد و چادر بوده‌است.
همچنین در موارد نادرتر پسرک شیرخواری کاملا برهنه و فقط با همان پوشش تور مانند در آغوش زنی با سینه های عریان به تصویر کشیده شده است .
به غیر از استادان نقاش باشی دربار در پایتخت و یا حاکمان سایر ولایات که موضوعات نقاشی هایشان شمایل‌نگاری، صحنه‌های رزم و بزم، رقص و حرکات موزون، نوازندگی و بندبازی بوده ، نقاشان کوچه و بازار در همان دوره هم بوده اند که عمدتا به موضوع چهره نگاری مشغول بوده اند.
همچنین استادان و نقاشان دیگری هم در سایر شهرها سالها پس از آغاز این سبک ( دوره زندیه ) و اوج آن ( دوره قاجار ) و پس از آن تا دوران معاصر نگاره هایی با پیروی از سبک قاجار در موضوعات شمایل‌ نگاری و صحنه های بزم و رقص و عوالم عرفانی ( می و ساقی )که عمدتاً با تکیه بر جزئیات بیشتر در لباس ها و پرده هاو سلاح ها و ظروف و مبلمان پس زمینه و با رنگهای متنوع تر و چهره های زیبا تر نسبت به آثار قبلی نقاشی شده اند  که از آن جمله میتوان به نقاشی های هنرمندی که اثارش را با عبارت "رقم کمترین خلیل"و عبارت "معمور گشت کعبه ز معماری خلیل"  امضاء کرده است اشاره کرد.

در طول سده دوازدهم موضوع‌ها و ترکیب بندی‌های اروپایی بسیار مورد توجه بود و شاید دیوان‌ها و مرقعاتی که نادر شاه با خود از هند آورده بود (او چهارصد نسخه از این دیوانها را به آستان قدس رضوی هدیه کرد) در این امر بی‌تأثیر نبوده‌است.

## ترسیم شمایل‌های مذهبی
برخلاف سنت نقاشی دوره‌های قبل که شمایل‌نگاری پیامبر و امامان شیعه بسیار نادر بود و همواره چهرهٔ آن‌ها را به وسیله نقاب پوشیده نگه می‌داشتند؛ نقاشان دوره قاجار شمایل‌های متعددی کشیدند و چهره پیامبر و علی بدون نقاب ترسیم شد که عموماً تصویری متناسب و زیبا، صورتی گندمگون با محاسنی سیاه ترسیم می‌کردند. از جمله شمایل سازان برجسته قاجار می‌توان از عبدالحسین صنیع همایون نقاش مشهور این دوره نام برد. از دیگر نمونه‌های شمایل می‌توان به شمایل علی و حسنین منسوب به بیوک احمری اشاره کرد.

## چهره‌نگاری
از موضوعات پراهمیت نقاشی دوره قاجار چهره‌نگاری است که برای نصب در اماکن رسمی و دولتی پرداخته می‌شد. به عنوان مثال نقش چهره، در حالت نشسته روی صندلی، ایستاده تمام قد، دو زانو در حالت نشسته با پشتی و مانند آن‌ها. البته این نقاشی‌ها ویژهٔ پادشاهان قاجار، شاهزادگان، وزرا و دیگر وابستگان به دربار است. در این چهره‌پردازی‌ها پرداختن به جزئیات چهره و نیز توصیف شخصیت در درجه اول اهمیت قرار داشت.

## مینیاتور
سنت هنر اصیل مینیاتور یا نگارگری که در گذشته به آن «شبیه‌سازی» می‌گفتند پس از فروپاشی حکومت صفوی رو به انحطاط رفته بود؛ در دورهٔ قاجار این هنر با نوآوری‌های برخی از استادان دوباره تاحدی احیا شد. البته آنچه که از آن، به عنوان هنر مینیاتور در قاجار اشاره می‌شود، همانند هنر نگارگری دوره تیموری و صفوی نیست، چرا که در این دوره، با وارد شدن نقاشی اروپایی، فضای سنتی و کهن در قاجار ترک شده بود. مثلاً تصویرهای کتاب هزار و یک شب که توسط صنیع الملک تصویرسازی شده‌است، تلفیقی از نگارگری ایرانی و نقاشی اروپایی است. همچنین فقدان حامیان هنری قدرتمند و گشاده‌دست در دربار و کم‌رونقی هنر کتابسازی و کتاب‌آرایی در این دوره موجب عدم رونق این شیوهٔ پرکار دیرینه شد.

## نقاشی گل و بوته
تصاویر گل و گیاهان در بیشتر مینیاتورها، نقاشی‌های روی دیوار، کاشی‌کاریها، نقوش قالی و سایر هنرهای صناعی ایرانی جای گرفته‌است و هنرمندان ایرانی از این عناصر زیبا در طرح‌های خود بسیار استفاده کرده‌اند. از استادان معروف و متبحر گل و بوته و آب رنگ «لطفعلی خان شیرازی» است که در زمان محمد شاه می‌زیسته‌است. کارهای روغنی او به ویژه آثار روی جلد کتاب، از آثار گران‌بهای کتابخانه سلطنتی است. «شاردن» دربارهٔ نقاشی ایران می‌گوید: ایرانیان درکشیدن تصاویر و طرح‌های فرنگی بی‌نظیر و در ترسیم نمونه‌های گل که در این طرح‌ها از رنگ‌های شاد و زیبا استفاده می‌کنند، بی‌رقیب هستند.

## نقاشی گل و مرغ
نقاشی گل و مرغ از شیوه‌های مرسوم نقاشی و نگارگری ایرانی است که از دوران سلجوقی، صفوی و وجود داشت. از نظر تاریخی ترکیب گیاهان و پرندگان از زمان دور شدن ترسیم گیاهان به طرح‌های هندسی آغاز شد. زیرا گل‌ها و گیاهان با بافت حلقه‌ای و پر خم و پیچ خود می‌توانند طرح‌های هندسی را بپذیرند اما پرندگان با نرمی اندام‌هایشان به طرح‌های غیرهندسی نیاز دارند. آثار گل و مرغ در دوران‌های مختلف، تفاوت‌هایی با هم دارند اما روند تغییرات آن‌ها در طول زمان کند بوده‌است و بیشتر در شیوه اجرا تفاوت‌هایی وجود دارد برای مثال در مکتب شیراز، گلبرگ‌ها پُرتر هستند و در مکتب‌های دیگری کاملاً نازک و اندک هستند.

## نقاشی لاکی
نقاشی لاکی ایرانی را نخستین بار بر جلد کتاب‌هایی چند مربوط به اواخر سده نهم/ پانزدهم که در کتابخانهٔ توپ قاپی استانبول نگهداری می‌شد، مشاهده کردند. طرح این جلدها با جلدهای چرمی آن روزگار یکی است. ساخت جلدهای لاکی با نقش سنتی لچک و ترنج در دورهٔ قاجار ادامه یافت. علاوه بر این جلدها، چند در لاکی هم از روزگار شاه عباس باقی مانده‌است، اما بیشترین درهای لاکی که در بازار و دیگر جاها به چشم می‌خورد متعلق به اواخر سده سیزدهم/ نوزدهم است؛ اگر چه بیشتر آن‌ها کیفیت خوبی دارد.
تا پیش از اواخر سدهٔ یازدهم/ هفدهم به نمو نه‌ای از قلمدان لاکی برنمی‌خوریم؛ شاید هم نمونه‌ای باقی نمانده باشد. قلمدانهای اولیه غالباً مستطیل شکل بود با در لولایی و نقوش افقی؛ ظاهراً طرح‌های عمودی را بعدها به کار گرفتند. اما نوع معمولی قلمدان با گوشه‌های هلالی شکل و محفظه کشویی نیز در نقاشی‌های این دوره دیده می‌شود؛ هر چند، ظاهراً نمو نه‌ای از آن‌ها باقی نمانده‌است.
در نیمه دوم سده سیزدهم/ نوزدهم به قلمدان‌های اهدایی خاصی برمی‌خوریم که همة سطوح آنها، داخلی و خارجی، پوشیده از نقاشی است. مضمون این نقاشی‌ها غالباً یا صحنه‌هایی است از دربار شاهان قدیم ایران، یا پذیرایی هفت شاه زاده خانم از بهرام گور در کلاه فرنگی‌هایی پر نقش و نگار.
در سدهٔ دوازدهم/ هجدهم، انواع جعبه‌ها و قاب‌های آیینه و درج‌های جواهر به این مجموعه افزوده شد. از این رو، هنگامی که قاجاریان در دهه۱۲۰۰ق/۱۷۹۰م روی کار آمدند، اشیاء لاکی زیادی ساخته می‌شد و شیوه کار به کمال رسیده بود.
نقاشی لاکی شاخه‌ای از نگارگری به‌شمار می‌آمد و زمینه را برای رهایی هنرمند از تکرار ملال‌آور تصویرسازی برای اشعار شاعران کهن، که طبیعتاً ملزم به مصور ساختن آن‌ها بود، فراهم می‌کرد. اکنون او می‌توانست خود را از قیدهای گذشته برهاند و هر اندیشه‌ای را بیازماید. در واقع، گسترش نقاشی لاکی در سدهٔ دوازدهم/ هجدهم با کاهش شدید مصورسازی کتاب مصادف شد. با این همه، در دورهٔ قاجار توازن میان این دو جریان تا حدی بر قرار شد؛ اگر چه نقاشی لاکی به لحاظ کمیت و ـ به جز چند استثناء انگشت شمار ـ کیفیت در سطحی بالاتر باقی ماند.

## نقاشی پشت شیشه
نقاشی پشت شیشه یا نقاشی روی شیشه، صناعتی دشوار است. نقاش باید رنگ‌ها را بر پشت شیشه بگذارد و مراحل کار را به‌طور معکوس پیش ببرد؛ یعنی نخست باید روشن‌ترین سطوح و جزئیات دیگر، و در آخر پس‌زمینه را نقاشی کند. شیشه‌های نقاشی شدهٔ به دست آمده در ایران دوره ساسانی نشان می‌دهد که به‌طور حتم ایران نخستین کشوری است که این هنر را ابداع کرده‌است اما باید رونق و رواج نقاشی روی شیشه را در حد فاصل صفویه و قاجار دانست و احتمال دارد ایرانیان از طریق نمونه‌های وارداتی از آلمان با این اسلوب آشنا شده باشند، زیرا این هنر در آن جا رواج وسیعی داشت. نقاشان ایرانی مهارت زیادی در این زمینه به دست آوردند. تک چهره‌های عالی از فتحعلی شاه و پسرانش را که توسط مهر علی در پشت شیشه نقاشی شده‌اند، در موزه مردم‌شناسی تهران و جاهای دیگر می‌توان مشاهده کرد. نقاشی روی شیشه ابتدا با گل و مرغ شروع شد و بعدها به تقلید از هنر فرنگی، این نقاشی‌ها برای تزیین شیشه‌های ساختمان‌های اشرافی و به سفارش این طبقه به کار برده شد.

## نقاشی قهوه‌خانه‌ای
شیوه نقاشی قهوه‌خانه‌ای یا عامیانه یا آن گونه که موسوم بود «خیالی‌سازی»، شاخه‌ای از فرهنگ مردم ساده و بی‌آلایشی است که در قهوه‌خانه که محل اجتماع طبقه فقیر و متوسط است، پایه گرفته و کم‌کم رواج پیدا کرده‌است. مدح علی و گفتارهای مذهبی نیز در این قهوه‌خانه‌ها رواج داشت. برای اینکه افسانه‌های حماسی ملی مانند شاهنامه و حکایات دینی نظیر وقایع کربلا و داستانهای دلنشین ادبی از قبیل یوسف و زلیخا و لیلی و مجنون و مانند آن‌ها که قصه گویان در قهوه‌خانه‌ها می‌خواندند، بیشتر در مردم اثر کند و محسوس تر باشد، برخی از وقایع این داستان‌ها را نقاشی می‌کردند و بر در و دیوار آویزان می‌کردند؛ بنابراین نقاشی قهوه‌خانه‌ای یکی از هنرهای سنتی است که از قهوه‌خانه سرچشمه می‌گیرد، از میان نقاشان قهوه‌خانه‌ای می‌توان از حسین قوللر آغاسی با تابلوی «یا سقای کربلا» و تابلوی «یوسف و زلیخا» متعلق به محمد مدبر نام برد. این شیوه در اواخر دوره قاجار باب شد و در دوره معاصر به عنوان پایه‌ای برای نقاشان نوپرداز مورد توجه قرار گرفت.

## برخی از نقاشان صاحب‌نام قاجار

### میرزابابا اصفهانی
نخستین نقاش‌باشی دربار قاجار میرزابابا نام داشت. او در ابتدا در دربار کریم‌خان زند مشغول بود، در اواخر عمر نقاش باشیِ دربار فتحعلی شاه شد. او در نقاشی رنگ و روغن و سیاه قلم و تذهیب استاد بود و همچنین در گل و بوته و شبیه کشی متبحر بود. از آثار میرزابابا برمی آید که در بین سال‌های ۱۲۰۰و ۱۲۴۵ق فعالیت هنری داشته‌است. گفته‌اند که میرزا بابا اصفهانی بوده و در استرآباد برای خاندان قاجار کار می‌کرده‌است. او در این نقاشی‌ها از سبکی شبیه سبک محمدصادق استفاده کرده‌است.
از جمله آثار او: تابلوی رنگ روغن فتحعلی‌شاه؛ تصویری از یک اژدها و ققنوس (۱۲۰۳ق، محفوظ در مجموعه پوتسی از نخستین آثار میرزابابا)؛ تک چهرهٔ هرمز چهارم ساسانی در سال ۱۲۰۴ق (تهران، موزهٔ سابق نگارستان)؛ تصویر ملک شاه سلجوقی همراه وزیرش (تهران، مجموعهٔ ابتهاج)؛ تابلو طبیعت بی جان انار و هندوانه و گل‌ها (تهران، موزهٔ سابق نگارستان از نخستین آثار او) و قاب چوبی حاوی تصویر شیرین و فرهاد در کوه بیستون (۱۲۰۸ق)؛ صف سلام فتحعلی شاه (از معروف‌ترین آثار او)؛ تصویر محمد شاه؛ و نقاشی مینیاتور از آقا محمدخان و فتحعلی شاه و همچنین نسخه نفیس اشار فتحعلی‌شاه (در موزه سلطنتی بریتانیا) را می‌توان برشمرد.

### مهرعلی

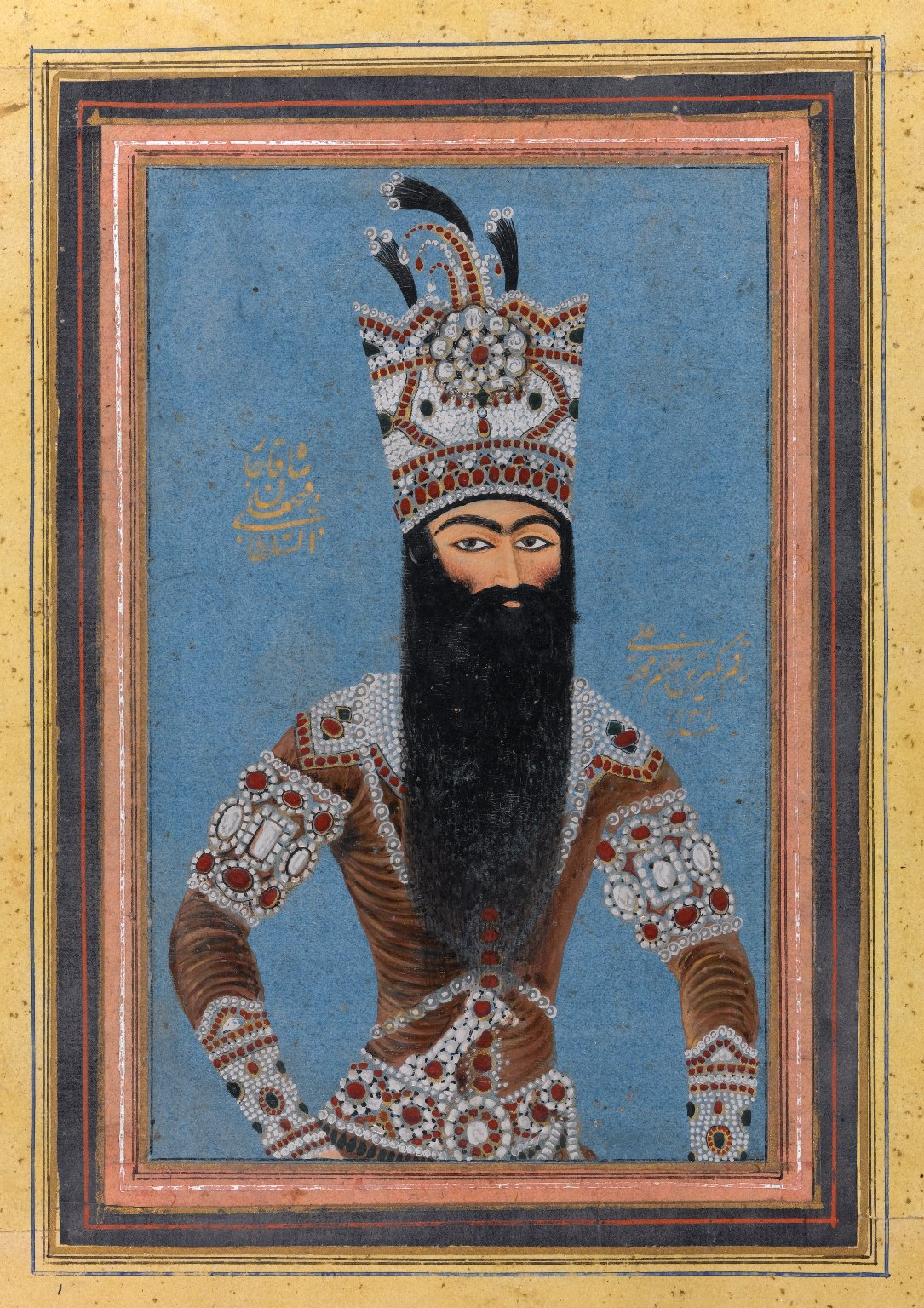
پرتره فتحعلی شاه اثر مهرعلی نقاش در موزه بروکلین، جوهر، طلا، آب‌رنگ مات و تیره بر روی کاغذ

مهرعلی برجسته‌ترین نقاش دربار فتحعلی‌شاه به‌شمار می‌آید. پرده‌های برجای مانده از این نقاش حاکی از آنند که او بیش از همکارانش در نمایش شوکت شاهانه توفیق یافته‌است. فعالیت هنری مهر علی در سال‌های ۱۲۴۵–۱۲۱۰ ه‍. ق بود. او دست کم ده پردهٔ پیکر نگاری از فتحعلی شاه کشید که به‌ویژه در یک شمایل تمام قد، فتحعلی شاه را با تاج کیانی و عصای مرقّع و در نهایت ذوق و مهارت نشان می‌دهد. طراحی‌های مهرعلی در اوایل سدهٔ سیزدهم هجری پخته‌تر شد و تصویر شاه را با تناسبات چشم‌گیری کار کرد. در یکی از زیباترین پیکر نگاری‌های مهرعلی از فتحعلی شاه به تاریخ ۱۲۲۷–۱۲۲۸ ه‍. ق (موزهٔ سابق نگارستان، تهران)، او با ردای جواهر نشان و تاج بر سر تصویر شده‌است. چند تابلو از زنان حرم سرا هست که از نظر سبک شبیه آثار مهرعلی است (محفوظ در تهران، موزهٔ نگارستان). از آثار منسوب به مهرعلی مجلس شکار فتحعلی‌شاه به همراه فرزندانش است که آن را در جایگاه ویژهٔ ریاست جمهوری هند آویخته‌اند. (نیو دهلی، راش تراپاتی بهاون)؛ و چند نقاشی پشت شیشه (تهران، موزهٔ مردم شناسی) نیز به او منسوب است. سر ویلیام اوزلی، که در ژوئیهٔ سال ۱۸۱۱از اصفهان دیدن کرده، در کاخ فتح‌آباد یک سلسله چهره‌نگاری از شاهان باستانی ایران کار مهرعلی مشاهده کرده‌است که از تاریخ ۱۲۴۴ق که برای سرمشق و تعلیم شاگردش ابوالحسن غفاری کشیده‌است.

### عبدالله خان
عبدالله خان از نقاشان خاصهْ فتحعلیشاه بود و از او تک چهره می‌کشید. او دیوارنگاره‌ای عظیم از مراسم سلام نوروزی فتحعلی‌شاه در تالار بارعام کاخ گلستان کشیده که اکنون از بین رفته‌است. عبدالله خان معمارباشی و نقاش‌باشی در بار فتحعلی‌شاه و ناصرالدین شاه بود و در بین سال‌های ۱۲۲۵–۱۲۶۶ق فعالیت داشت. مهارت عبدالله خان درکشیدن مجالس بزم و رزم و شبیه‌سازی بود و بیشتر کاخ‌های سلطنتی قاجار را تزیین و آراسته‌است. محمد شاه قاجار طی فرمانی او را به منصب باشیگری معماران و پیشه‌وران و سایر ارباب حرف و صنایع، به سان دورهٔ فتحعلی شاه، منصوب کرد.
مهمترین اثر عبدالله خان دیوارنگارهٔ عظیم کاخ نگارستان با ۱۱۸ پیکرهٔ تمام قد در تهران بوده که از بین رفته‌است. در این دیوارنگاره، تاج‌گذاری فتحعلی شاه در میان فرزندانش آمده بود. از آثار آبرنگ عبدالله خان تصویر شاهزاده خانمی در درون یک شمسه همراه با ندیمهٔ اوست. از دیگر آثار منسوب به او، تصویر تمام قد فتحعلی‌شاه با ردای قرمز و جواهر نشان همراه با کلاه هشترخانی است (محفوظ در لندن، موزهٔ ویکتوریا و آلبرت، ۱۸۷۶–۷۰۷). عبدالله خان در حدود سال ۱۲۲۸ق در قصر سلیمانیه کرج دیوارنگاره‌ای از آقامحمد خان و فتحعلی‌شاه اجرا کرد (امروزه از بین رفته؛ ولی قطعه‌ای از آن در دانشکدهٔ کشاورزی کرج باقی مانده‌است).

### علی اشرف
علی اشرف (متولد در حدود ۱۱۲۰ ه‍. ق) از نقاشان و استادان برجسته قلمدان نگاری بود و به موضوع گل و مرغ می‌پرداخت او شاگرد محمد زمان بود. از آثار او می‌توان به قلمدان شیخ صنعان و دختر ترسا، قلمدان گل و مرغ و قاب آیینه گل و مرغ اشاره کرد.

### آقا زمان
آقا زمان نقاش و قلمدان ساز عصر محمد شاه قاجار بود، که یا صاحب الزمان امضاء می‌کرد.

### آقا صادق
آقا صادق نقاش و قلمدان‌نگار معروف دوره فتعلیشاه و ناصرالدین شاه قاجار است که یا صادق الوعد امضاء می‌کرد. آقا صادق سبک صفویه را با سبک اروپایی مخلوط می‌کرد. دیوارنگاری‌های عمارت شاهی چهل ستون توسط او و به دستور ظل السلطان به روی نقاشی‌های نفیس به جا مانده از دوران صفوی کشیده شد.

### سید میرزا
سید میرزا نقاش ایرانی در میانه سده سیزدهم بود. او استاد نقاشی رنگ روغن، آبرنگ و نقاشی لاکی بود.

### آقا نجف اصفهانی
آقا نجف اصفهانی نقاش و قلمدان ساز بزرگ دوره قاجاریه فرزند آقا بابا نقاش است. بدون شک او از مشهورترین قلمدان نگاران این دوره در اصفهان و از صاحبان سبک در نقاشی قلمدان قاجاریه در ایران است. چنان‌که آثار او از گرانبهاترین و ارزشمندترین آثار لاکی آن دوره تا به امروز است. تا جایی که بسیاری از ثروتمندان و سران حکومتی  خریدار آثار وی بوده‌اند. فرزندان و نوه‌های آقا نجف از هنرمندان برجسته قلمدان در این دوره‌اند.

### محمد جعفر
آقا محمد جعفر نقاش دوره قاجاریه، فرزند آقا نجف اصفهانی است.

### محمدکاظم
آقا محمد کاظم نقاش قلمدان برجسته دوره قاجاریه، فرزند آقا نجف اصفهانی است. از او آثار لاکی و قلمدانهای بسیا باارزشی به یادگار مانده‌است. وی پدر عبدالحسین صنیع همایون قلمدان نگار مشهور اواخر دوره قاجاریه است.

### آقا احمد
آقا احمد نقاش دوره قاجاریه، فرزند آقا نجف اصفهانی است.

### آقا لطفعلی شیرازی
لطفعلی شیرازی صورتگر نقاش و قلمدان نگار ایرانی در دوره قاجار بود که برجسته‌ترین نقاش گل و مرغ به‌شمار می‌آید. اکثر تصاویر شاهنامه داوری کار اوست. اغلب نقاشی‌های باغ نارنجستان قوام در شیراز توسط او کشیده شده‌است. آقا لطفعلی شیرازی جد دکتر لطفعلی صورتگر استاد دانشگاه، شاعر، نویسنده و مترجم معاصر ایرانی است.

### محمد اسماعیل اصفهانی

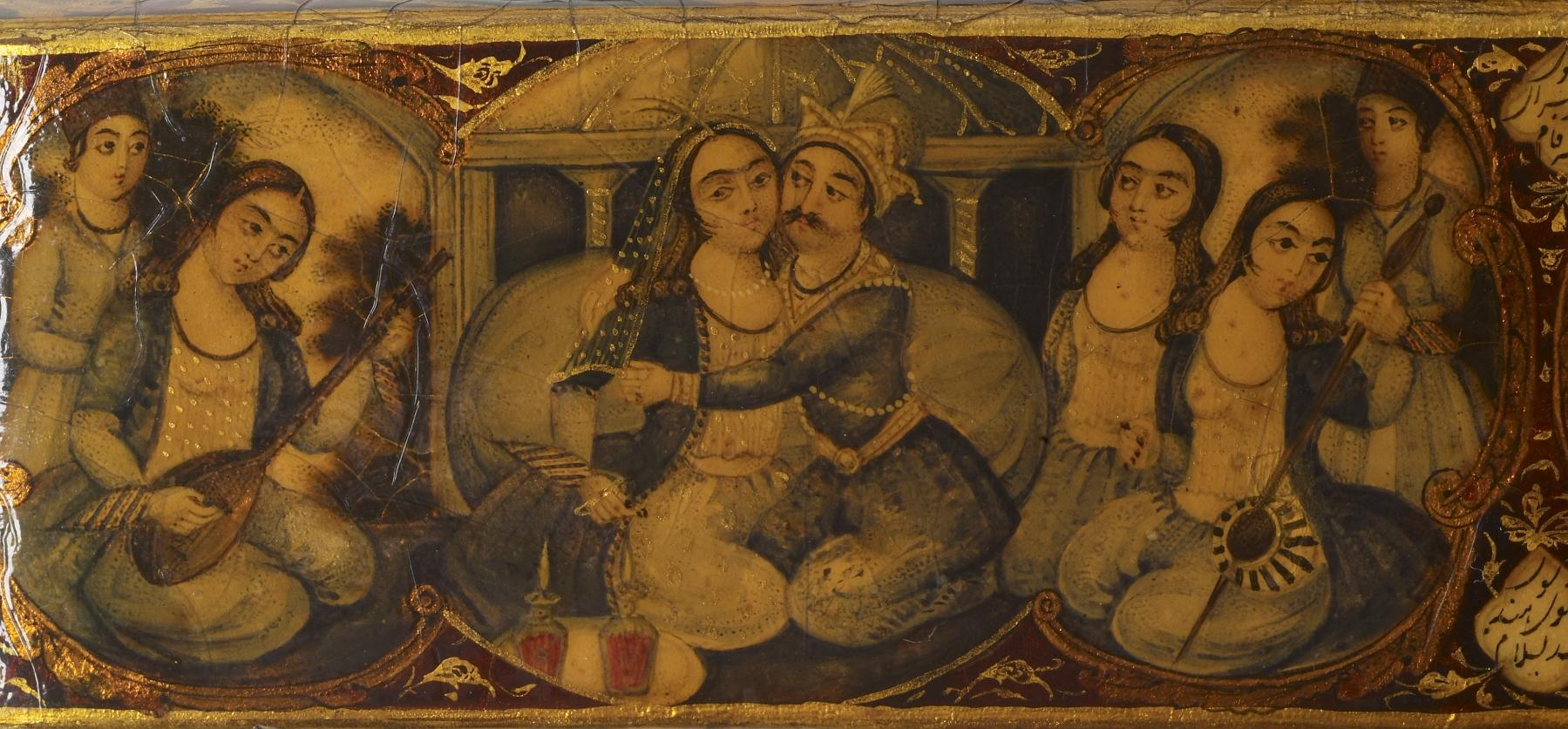
قلمدان با صحنه‌ای از هفت‌پیکر اثر محمد اسماعیل اصفهانی

محمداسماعیل اصفهانی و برادران و برادرزادگان او از سرآمدان نقاشی لاکی و مینائی بودند که در روزگار سلطنت محمدشاه و ناصرالدین شاه تحول بنیادی یافتند و به ویژه محمداسماعیل در اوجگیری این هنر سهم بسیاری داشت. او در تمام دوران زندگی هنری خود هنرمندی درباری بود و خودنگاره‌هایش مورد استقبال ناصرالدین شاه و درباریان قرار گرفت و لقب «نقاش باشی» که از زمان فتحعلی شاه مرسوم شده بود، به او اعطا شد. نگاره‌های او بیشتر در روی قلمدانها و جعبه آئینه‌ها، آثار بدیعی را رقم زده‌است.

### محمد شیرین نگار
محمد شیرین نگار نقاش سده سیزدهم هجری است که متعلق به مکتب پیکرنگاری درباری دوران قاجار است. او بیشتر موضوع زنان رقاص را نقاشی می‌کرد.

### محمود خان ملک الشعرا
محمود خان ملک الشعرا فرزند محمد حسین خان عندلیب و نوهٔ فتحعلی خان صبای کاشانی، ملک الشعرای دربار فتحعلی‌شاه بود. خاندان او از ایل دنبلی آذربایجان بودند. او در سال۱۲۲۸ق در تهران متولد شد. از کودکی به تحصیل علوم و فنون پرداخت و در ادب و فقه و عروض و قافیه و شعر و انشا و تاریخ و ریاضیات و فلسفه اطلاعاتی درخور کسب کرد. در خطاطی نیز چیره‌دستی و مهارت به دست آورد و در میناکاری و منبت کاری خود را آزمود و در پیکر تراشی و گل دوزی هم صاحب اطلاع شد. محمودخان شعر نیک می‌گفت و غزلیات او دلنشین بود. در نقاشی اسلوب کهن و نیز شیوهٔ رایج این زمان را تجربه کرد. یکی از آثار او به نام استنساخ از آثار پیشرو نقاشی این دوره به‌شمار می‌رود. او این تابلو را با سبکی کشید که هنوز در اروپا جریان نداشت. در این تایلو فضای تصویر دو بعدی است و نور و سایه در شکل‌ها نمودی چشم گیر یافته و از ریزه کاری پرهیز شده‌است. آن را می‌توان از آثار پیشرو نقاشی مدرن ایران دانست. محمودخان در منظره پردازی و دورنماسازی دست داشت و آن را با شیوه‌ای مطلوب اجرا می‌کرد. عمارت بادگیر (۱۲۷۸ق)، منظرهٔ خیابان الماسیه(۱۲۸۸ق)، کاخ گلستان(۱۲۹۷ق)، صحن آستان قدس رضوی(۱۳۰۳ق) از آثار معروف اوست. محمودخان صبا در سال ۱۳۱۱ق درگذشت و در شهر ری به خاک سپرده شد.

### اسماعیل جلایر
اسماعیل جلایر نقاش و خوشنویس نوآور نیمه دوم سده سیزدهم قمری است که بیشتر به چهره‌نگاری و نقاشی موضوع‌های مذهبی می‌پرداخت. ازجمله آثارش چهره علی، حسن و حسین و زنان قاجاری بر گرد سماور را می‌توان اشاره کرد. از اسماعیل جلایر آثاری از تلفیق خط و نقاشی باقی‌مانده که تحولی مهم در خط گلزار سنتی است و پایه‌ای برای نهضت نقاشیخط مدرن ایران محسوب می‌شود.

### ابوالحسن غفاری (صنیع الملک)
در دربار محمدشاه بود که یکی از شاگردان مهرعلی به نام ابوالحسن غفاری (ابوالحسن ثانی) خوش درخشید، و سپس برای هنرآموزی و آشنایی با فن چاپ سنگی به ایتالیا فرستاده شد. بدین سان، او نخستین هنرمند ایرانی بود که در اروپا آموزش دید. ابوالحسن در موزه‌های فلورانس و رم به رونگاری از آثار هنرمندان عصر رنسانس پرداخت. زمانی که به ایران بازگشت، ناصرالدین شاه به پادشاهی رسیده بود. شاه جدید او را به مقام نقاش‌باشی دربار منصوب کرد. ابوالحسن غفاری (که بعداً لقب صنیع الملک را گرفت) حتی پیش از سفر به ایتالیا مهارت خود را در شبیه‌سازی با استفاده از اسلوب پرداز نشان داده بود. بعداً، تحت تاْثیر آثار استادان اروپایی تحولی در اسلوب و شیوه و دید هنری اش پدید آمد. اما اگر چه او اصول و قواعد طبیعت نگاری را به خوبی درک کرد، همواره بر آن بود که روح سنت ایرانی را زنده نگهدارد ابوالحسن غفاری در مقام نقاشباشی دربار اجرای دو سفارش بزرگ را بر عهده گرفت: یکی، نقاشی مراسم سلام نوروزی ناصرالدین شاه؛ و دیگری، مصورسازی کتاب هزار ویک شب. در سال۱۲۷۷ق ریاست دارالطباعه و ادارهٔ امور چاپ و نشر روزنامهٔ وقایع اتفاقیه به او واگذار شد. او نام روزنامه را به روزنامهٔ دولت علّیه ایران تغییر داد و با قطع بزرگتر و کاغذ و خط بهتر منتشر ساخت. از این زمان به بعد در هر شماره از این روزنامه تصاویری با شیوهٔ گراوورسازی از رجال ناصری منتشر می‌شد؛ چون او فن گراورسازی را نیز در اروپا فرا گرفته بود. با اعتبار و منزلتی که صنیع الملک نزد ناصرالدین شاه پیدا کرد، مکانی را در جنوب ارگ دولتی و عمارت سلطنتی در اختیار او گذاشتند تا امور مربوط به نقاشی و چاپ و غیره را پیش ببرد. در اینجا بود که مقدمات تأسیس نخستین مدرسهٔ نقاشی را به سبک اروپایی و با عنوان «نقاش خانهٔ دولتی» فراهم ساخت و تأسیس آن را در شمارهٔ ۵۱۸ روزنامهٔ دولت علّیه ایران، مورخ سوم شوال ۱۲۷۸ به اطلاع عموم رساند و از مردم خواست تا فرزندان خویش را برای یادگیری نقاشی به این مؤسسه بفرستند. شاه در سال ۱۲۷۹ ق قطعه‌ای نشان سرتیپی و حمایل به او اهدا کرد. ابوالحسن غفاری سرانجام در اوایل ذیقعدهٔ ۱۲۸۳ در حدود پنجاه و چهار سالگی چشم از جهان فروبست و در شاه عبدالعظیم به خاک سپرده شد.

### عبدالحسین صنیع همایون
صنیع همایون نوه آقا نجف اصفهانی و فرزندآقا محمد کاظم، از قلمدان نگاران مشهور اواخر دوره قاجار است. از وی آثار گرانبهایی به یادگار مانده‌است. استادشکرالله صنیع زاده نقاش و میناساز مشهور معاصر نوه صنیع همایون است.

### ابوتراب غفاری
ابوتراب غفاری نقاش و چاپگر دوره قاجار است که از پیشگامان هنر گرافیک در ایران به‌شمار می‌رود. او برادر بزرگتر کمال‌الملک بود و در مدرسه دارالفنون آموزش دید و در فن چاپ سنگی مهارت یافت. از آثار او می‌توان به چهره محمود خان ملک الشعرا، چهره ناصرالدین شاه قاجار و چهره لسان الملک سپهر اشاره کرد.

### حسین بهزاد

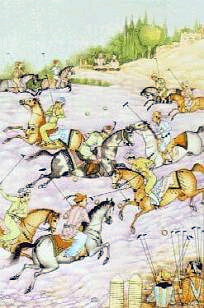
چوگان اثر حسین بهزاد

حسین بهزاد از هنرمند نقاش اواخر دوره قاجار محسوب می‌شود که سهم بزرگی در نوآوری و احیای هنر ارزشمند مینیاتور دارد. او این هنر را که از اواخر دوره صفوی به حالت تکرار و یکنواختی افتاده بود، با کوشش خود و شاگردانش رونق تازه‌ای داد و به آن جنبه علمی بخشید و به جهانیان شناساند. حسین بهزاد هنر مینیاتور را که در دوره قاجار تحت تأثیر مکاتب روسی و فرانسوی واقع شده بود، به روش اصلی و منطقی بازگرداند. بهترین آثار او، حتی از نظر خودش تابلو فردوسی، رودکی و ایوان مدائن است. در شیوه کار بهزاد که بر اساس مکتب اصفهان است، اهمیت طراحی و محدودیت رنگی، بارز است. توجه به حالات و سکنات اشخاص، سایه پردازی، انتخاب مضامین جدید و گاه موضوعات معاصر نشان می‌دهد که او از سبک پیشین در انتخاب موضوعات، پیروی نکرده‌است.

### علی‌اکبر خان مزین‌الدوله
میرزا علی اکبر خان کاشانی مزین‌الدوله نقاش اواخر سده چهاردهم هجری را می‌توان نخستین بنیان‌گذار تئاتر در ایران به‌شمار آورد. او در مدرسه هنرهای زیبای پاریس آموزش دید و از نخستین کسانی بود که اصول و قواعد طبیعت پردازی را در نقاشی ایران به‌کار برد. از آثارش می‌توان به منظره ساحل با کلبه چوبین و چهره شعاع السلطنه اشاره کرد. تبحّر او در نقاشی منظره و گل و بوته بود.

### مهدی مصورالملک
مهدی مصورالملک نقاش و چاپگر ایرانی در اواخر سده سیزدهم و اوایل سده چهاردهم هجری است که به چهره‌نگاری و مردم‌نگاری با رنگ روغن و آبرنگ می‌پرداخت. مهدی مصورالملک تصاویر روزنامه شرافت را می‌کشید. او از اواخر عهد ناصری تا اوایل سلطنت محمدعلی شاه در خدمت دربار بود و لقب مصورالملک را از مظفرالدین شاه گرفت. از جمله آثار او علی اصغر خان اتابک، دکان کله‌پزی و سه شطرنج باز قابل ذکر هستند.

### کمال الملک

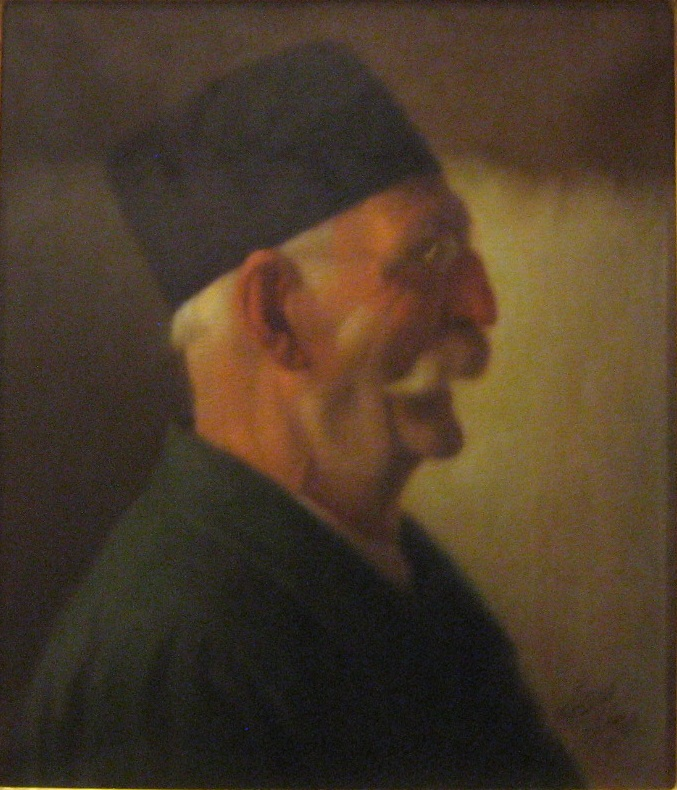
خودنگاره. اثر کمال‌الملک

محمد غفاری معروف به کمال الملک، از آخرین استادان بزرگ دوره قاجار است که مشهورترین نقاش ایرانی به‌شمار می‌رود. او متولد ۱۲۶۴ه‍. ق. در کاشان و تحصیل‌کرده مدرسه دارالفنون است. در آن زمان تابلوی سیاه قلمی از «اعتضادالسلطنه»، وزیر علوم کشید که مورد توجه ناصرالدین شاه واقع شد و در عمارت بادگیر شمس‌العماره وصل به کاخ سلطنتی، «نقاش خانه» ای ترتیب داد و او را در آن محل جا داد. او پس از عمویش صنیع‌الملک و برادرش به شهرت بسیار رسید. شاه اول به او لقب نقاش‌باشی و منصب پیشخدمت مخصوص داد و سپس لقب کمال‌الملک را به عنوان امتیاز خاص به او اعطا کرد. تا زمانی که ناصرالدین شاه زنده بود، او نیز با شوق و رغبت مشغول کار بود، ولی بعد از مرگ ناصرالدین شاه در سال ۱۳۱۴ه‍. ق. به ایتالیا و فرانسه رفت و رموز و فنون علمی این هنر را فرا گرفت، بعد از پنج سال به ایران بازگشت و مدت پانزده سال(۱۳۳۰–۱۳۴۵ه‍. ق) در دارالفنون مشغول تربیت جوانان مستعد بود. شاید بتوان کار کمال الملک را به دو دوره پیش از مسافرت به فرنگ و پس از مسافرت تقسیم کرد. پیش از سفر، آثار او بیشتر تحت تأثیر سنت نقاشی کلاسیک، عصر قاجار و پیش از آن است. با روی کار آمدن رضا شاه و برخی مخالفت‌های کمال الملک با وی و وزیر معارف بر سر استقلال مدرسه از کار تدریس دست کشید و در سال ۱۳۰۶ش. مجبور به استعفا شد و یک سال بعد به حسین‌آباد (نیشابور) تبعید شد. از آثار معروف و گران‌بهای او به تابلوهای تکیه دولت که مراسم تعزیه و سوگواری ایام محرم را نشان می‌دهد؛ تابلو تالار آیینه که تصویر ناصرالدین شاه در میان آئینه کاری باشکوه کاخ گلستان استزرگر بغدادی و فالگیر یهودی و خودنگاره‌هایی از چهره خودش می‌توان اشاره کرد. با مرگ کمال‌الملک در ۱۳۱۹ در حقیقت باید عمر مکتب نقاشی قاجار را هم تمام شده دانست.